# Getahun Ayana
Getahun Ayana, né le 10 septembre 1965, est un athlète éthiopien, spécialiste du 1 500 m. 

## Biographie
Il remporte la médaille d'or du 1 500 mètres lors des championnats d'Afrique 1988, à Annaba en Algérie, dans le temps de 3 min 42 s 77.

### Palmarès
| Date | Compétition            | Lieu   | Résultat | Épreuve | Performance   |
| ---- | ---------------------- | ------ | -------- | ------- | ------------- |
| 1988 | Championnats d'Afrique | Annaba | 1er      | 1 500 m | 3 min 42 s 77 |

### Records
| Épreuve | Performance   | Lieu | Date             |
| ------- | ------------- | ---- | ---------------- |
| 800 m   | 3 min 42 s 29 | Rome | 3 septembre 1987 |